# Meristogenys
Meristogenys – rodzaj płazów bezogonowych z rodziny żabowatych (Ranidae).

## Zasięg występowania
Rodzaj obejmuje gatunki występujące na Borneo (Indonezja i Malezja).

## Systematyka
Rodzaj zdefiniował w 1991 roku chiński herpetolog Yang Datong w artykule poświęconym systematyce opartej na filogenezie grupy żabowatych z południowo-wschodniej Azji i Wielkich Wysp Sundajskich, opublikowanym w sekcji zoologicznej czasopisma Fieldiana. Gatunkiem typowym jest (oryginalne oznaczenie) Hylarana jerboa.

### Etymologia
Meristogenys: gr. μεριστης meristēs ‘dokonujący podziału, rozdzielacz’, od μεριζω merizō ‘dzielić’; γενυς genus, γενυος genuos ‘szczęka, żuchwa’.

### Podział systematyczny
Do rodzaju należą następujące gatunki:
- Meristogenys amoropalamus (Matsui, 1986)
- Meristogenys dyscritus Shimada, Matsui, Yambun & Sudin, 2011
- Meristogenys jerboa (Günther, 1872)
- Meristogenys kinabaluensis (Inger, 1966)
- Meristogenys macrophthalmus (Matsui, 1986)
- Meristogenys maryatiae Matsui, Shimada & Sudin, 2010
- Meristogenys orphnocnemis (Matsui, 1986)
- Meristogenys penrissenensis Shimada, Matsui, Nishikawa & Eto, 2015
- Meristogenys phaeomerus (Inger & Gritis, 1983)
- Meristogenys poecilus (Inger & Gritis, 1983)
- Meristogenys stenocephalus Shimada, Matsui, Yambun & Sudin, 2011
- Meristogenys stigmachilus Shimada, Matsui, Yambun & Sudin, 2011
- Meristogenys whiteheadi (Boulenger, 1887)